# 誤診 (映画)
『誤診』（ごしん、原題: ...First Do No Harm）は、1997年のアメリカ合衆国のテレビ映画である。メリル・ストリープ主演、ジム・エイブラハムズ監督。

## ストーリー
少年ロビーが激しい発作に襲われ、母ローリは息子を病院へ連れた。
彼はてんかんと診断され、薬による治療が行われた。
だが、今度は副作用に見舞われることとなり、それを抑えるための薬が出された。
薬の量が増えていくのに疑問を感じたローリは、とうとう行動にでた。

## キャスト
※括弧内は日本語吹替
- ローリ・ライミュラー - メリル・ストリープ（吉田理保子）
- デイヴ・ライミュラー - フレッド・ウォード（大滝進矢）
- ロビー・ライミュラー - セス・アドキンス（大谷育江）
- マージーン - マーゴ・マーティンデイル
- メラニー・アバサック医師 - アリソン・ジャニー
- マーシャ・ウィリアムズ看護師 - オニ・ファイーダ・ランプレー
- ジム・ピーターソン医師 - トム・バトラー（田原アルノ）
- ボブ・パデュー - レオ・バーメスター（チョー）
- リン・ライミュラー - マイロン・ベネット（水谷優子）
- マーク・ライミュラー - マイケル・ヤームッシュ（亀井芳子）